# Оскар Мігес
Оскар Мігес (ісп. Óscar Míguez, 5 грудня 1927, Монтевідео — 19 серпня 2006, Монтевідео) — уругвайський футболіст, що грав на позиції нападника, зокрема, за «Пеньяроль», а також національну збірну Уругваю, у складі якої — чемпіон світу 1950 року і учасник чемпіонату світу 1954. Рекордсмен національної команди за кількістю голів, забитих у фінальних частинах чемпіонатів світу (8).

## Клубна кар'єра
Народився 5 грудня 1927 року в Монтевідео. Вихованець футбольної школи клубу «Суд Америка». Дорослу футбольну кар'єру розпочав 1947 року в основній команді того ж клубу.
Своєю грою за цю команду привернув увагу представників одного з найсильніших клубів країни «Пеньяроля», до складу якого приєднався 1948 року. Відіграв за цю команду наступні дванадцять сезонів своєї ігрової кар'єри. У складі «Пеньяроля» був одним з головних бомбардирів команди, маючи середню результативність на рівні 0,78 голу за гру першості, двічі ставав найкращим бомбардиром чемпіонату Уругваю, змагання, яке його команда з ним у складі вигравала шість разів.
Згодом 1960 року грав у Перу за «Спортінг Крістал», наступного року захищав кольори «Рампла Хуніорс», а завершив ігрову кар'єру у монтевідейському «Колоні» 1962 року.
Помер 19 серпня 2006 року на 79-му році життя у Монтевідео.

## Виступи за збірну
1950 року дебютував в офіційних матчах у складі національної збірної Уругваю. Того ж року поїхав у складі команди на чемпіонат світу до Бразилії. У першій же грі турніру відзначився хет-триком, посприявши розгрому збірної Болівії з рахунком 8:0 на першому груповому етапі. На фінальному етапі, на якому і визначався чемпіон світу, забив два голи у ворота збірної Швеції, які принесли уругвайцям перемогу з рахунком 3:2 і залишили їх у боротьбі за чемпіонський титул. Повністю відіграв вирішальну гру проти команди-господарів, в якій уругвайці здобули сенсаційну перемогу з рахунком 2:1, ставши чемпіонами світу 1950 року. 
За чотири роки, на чемпіонаті світу 1954 у Швейцарії, також починав турнір основним нападником збірної. На груповому етапі змагання забив гол у ворота Чехії (перемога 2:0) і два голи у ворота Шотландії (перемога 7:0). У виграному з рахунком 4:2 чвертьфінальному матчі з Англією отримав травму і пропустив решту матчів своєї команди, в яких вона поступилася у півфіналі і грі за третє місце відповідно збірним Угорщини і Австрії. Попри пропуск цих ігор за два мундіалі відзначився 8 голами, що залишається рекордом для гравців збірної Уругваю в рамках фінальних частин чемпіонатів світу.
Згодом брав участь у чемпіонатах Південної Америки 1955 і 1956 років, на другому з яких уругвайці здобули свій дев'ятий титул найсильнішої збірної континенту. Особистий внесок Мігеса у здобуття цього титулу, який включав три забиті голи, був визнаний присудженням йому звання найкращого гравця турніру. 
Загалом протягом кар'єри у національній команді, яка тривала 9 років, провів у її формі 39 матчів, забивши 27 голів.

## Титули і досягнення

### Командні
- Чемпіон Уругваю (6):

«Пеньяроль»: 1949, 1951, 1953, 1954, 1958, 1959
- Чемпіон світу (1):

1950
- Переможець чемпіонату Південної Америки (1):

1956

### Особисті
- Найкращий бомбардир чемпіонату Уругваю (2):

1948 (8), 1949 (20)